# Munawwaruz Zaman
Munawwaruz Zaman (in urdu منور الزماں‎?; Lahore, 2 luglio 1951 – Karachi, 28 luglio 1994) è stato un hockeista su prato e allenatore di hockey su prato pakistano.
Ha partecipato, come giocatore, ai Giochi di Monaco di Baviera 1972 e di 197 - Nessuna Olimpiade estiva, vincendo rispettivamente 1 argento ed 1 bronzo. Ha disputato i Barcellona 1992, come allenatore, vincendo 1 bronzo